# Platylygus grandis
Platylygus grandis är en insektsart som beskrevs av Knight 1918. Platylygus grandis ingår i släktet Platylygus och familjen ängsskinnbaggar. Inga underarter finns listade i Catalogue of Life.